# Klein beginnen
Klein beginnen. Avonturen met kinderen is het eerste boek van Simon Carmiggelt met verhaaltjes over kinderen, verschenen in 1950 en geïllustreerd door Otto Dicke. Met milde ironie beschrijft de verteller de kinderwereld met daarin zaken als vakanties, verjaardagen, Sinterklaas, en buiten spelen.

## Inhoud
In de eerste zin van zijn inleiding typeert de auteur zelf de inhoud als 'geen boek, maar een liefdesverklaring'. In veel van de verhalen betreffen de kinderen dan ook zijn eigen zoontje en dochtertje als kleuters, die worden geportretteerd tijdens onder meer verjaardagen, Sinterklaas, school, winkelen, wandelen, buiten spelen en bioscoopbezoek. Daarnaast zijn er afdelingen over andere kinderen: 'Toen ik zélf klein was', met herinneringen aan de kindertijd van de auteur zelf; 'Allerlei dwergen' gaat over kinderen uit de buurt of van op afstand wonende familieleden. Het boek eindigt met de zesde verjaardag en het afscheid van de kleuterjaren van het zoontje van de auteur.
Het verhaaltje 'De heer Cohen' is een jeugdherinnering die uitmondt in een oorlogsherinnering: 'Het laatst zag ik de heer Cohen in de oorlog voor het station. Er stond weer een trein gereed, die naar Westerbork zou rijden en de oude, arme Joden kwamen zich daar gepakt en gezakt melden.' In enkele verhaaltjes komen kinderen maar terloops voor. In het eerste onderdeel van 'Visite' krijgt de ik-verteller bezoek van een aantrekkelijke jongedame die hem haar eigen verhalen wil laten beoordelen. Een van zijn kinderen bederft de onderhuidse erotische aard van dit bezoek. Onderdeel IV van 'Allerlei dwergen' is een verhaal over een hond.

## Thematiek
Volgens criticus Kees Fens spelen de kinderverhalen van Carmiggelt, evenals diens dierenverhalen en kroegverhalen, zich af in een 'terzijde-wereld', enigszins los van de wetten en normen van de maatschappelijke wereld. Het contrast met de officiële wereld levert humor op: 'de tegenstelling kind-volwassene, vrijheid tegenover gebondenheid, argeloosheid tegenover formalisme'. Literatuuronderzoeker C. de Ruiter noemt als thema's de levensernst van kinderen, hun vreugde, verdriet, argeloze eerlijkheid, eigen logica. De verteller van de verhalen weet meer dan de kinderen, hij beseft dat ze de mooiste tijd van hun leven beleven, dat hen een ontluistering wacht, dat hun vertrouwen in de grote mensen onterecht is. Dat besef leidt tot een liefdevolle, milde ironie in de schrijfstijl, zij het zonder idealisme. De verteller ziet in de kinderen geen betere toekomstige generatie die vrede en geluk brengt.

## Receptie
In een korte signalering zegt De Gooi- en Eemlander dat Carmiggelt de kinderwereld op 'de hem eigen droogkomische en soms beschouwelijke wijze' beschrijft en noemt de illustraties van Dicke 'verdienstelijk'.
 In Carmiggelts eigen krant werden de schetsen van Dicke gezien als een van de weinige lichtpuntjes in een jaar van 'povere oogst van goede boek-illustraties', omdat ze 'uitmuntend soms geobserveerd' waren. De Heerenveensche koerier sprak van 'een reeks prachtige momentopnamen' van 'kinderen van onze tijd', onberekenbaar en vaak ontroerend.

## Publicatiegeschiedenis
Het boekje kostte aanvankelijk ƒ2,90 en een jaar later twee kwartjes minder.
In 1951 werd Klein beginnen door uitgeverij De Arbeiderspers opgenomen in haar Carmiggelt-omnibus. In 1983 stelde Carmiggelt een keuze samen uit al zijn bundels, Mag 't een ietsje meer zijn? Uit Klein beginnen werden vijf verhaaltjes gekozen: de eerste helft van 'Een mens moet klein beginnen', de gehele afdeling 'Concurrentie', 'De heer Cohen', 'Domme jongen' (in de oorspronkelijke uitgave deel II van 'Bij de weg'), en 'Ballonnetje' (oorspronkelijke deel V van de afdeling 'Een jongen van zés').